# Siratus consuela
Siratus consuela är en snäckart som först beskrevs av A. H. Verrill 1950.  Siratus consuela ingår i släktet Siratus och familjen purpursnäckor. Inga underarter finns listade i Catalogue of Life.